# Podorlická pahorkatina
Podorlická pahorkatina (polsky Pogórze Orlickie) je geomorfologický celek ve východních Čechách v Pardubickém a Královéhradeckém kraji, který zasahuje malou částí (Levínská vrchovina a Chudobská sníženina) i do Polska. Ze severu, západu a jihozápadu obepíná Orlické hory. Na jihu na ni navazuje Svitavská pahorkatina, součást Východočeské tabule. Na severozápadě přechází v Krkonošské podhůří a na severu s ní sousedí pískovcové Stolové hory, resp. Broumovská vrchovina. Hranice mezi Podorlickou pahorkatinou a Orlickými horami není v přírodě zřejmá.

## Geomorfologie
Nadmořská výška Podorlické pahorkatiny se pohybuje nejvíce mezi 300 a 600 m. Nejvyšším vrcholem je Špičák (841 m) západně od Deštného v Orlických horách.

## Vodstvo
Východní svahy Wzgórz Lewińskich patří do povodí Dušnické Bystřice, která se vlévá do Kladské Nisy a s ní do Odry. Jinak je severní část pahorkatiny odvodňována Metují, jižní Tichou a Divokou Orlicí, které patří do povodí Labe.